# Chiesa di San Quirico (Sorano)
La chiesa di San Quirico è un edificio religioso situato a San Quirico, nel comune di Sorano in provincia di Grosseto.

## Storia
La chiesa fu costruita agli inizi del XVIII secolo nell'area in cui si estendeva un podere granducale di probabili origini seicentesche. L'edificio religioso sorse originariamente come cappella rurale, della quale non è tuttora nota l'intitolazione.
Alla fine del Settecento, la chiesa fu elevata a parrocchia, vista l'espansione dell'abitato di San Quirico a seguito del definitivo abbandono della vicina città rupestre di Vitozza, tanto da richiedere la costruzione di un nuovo edificio, più ampio del preesistente: tali lavori furono effettuati negli anni venti del XIX secolo. La chiesa così ricostruita venne dedicata ai santi Quirico e Giulitta, per ricordare la più antica chiesa situata nella vicina Vitozza, oramai in fase di avanzato degrado.
Ulteriori lavori di ampliamento furono effettuati agli inizi del XX secolo, che portarono l'edificio religioso alle attuali dimensioni.

## Descrizione
La chiesa di San Quirico si presenta come un semplice edificio religioso a pianta rettangolare, con strutture murarie esterne rivestite in intonaco nella facciata principale anteriore e parzialmente lungo i fianchi laterali, ove però inizia il rivestimento in conci di tufo che caratterizza diffusamente l'intera area absidale esterna.
La facciata si presenta dalle linee alquanto semplici, col portale d'ingresso rettangolare che si apre al centro di essa, preceduto da una breve gradinata; al di sopra di esso un recente restauro ha determinato alcuni cambiamenti dalla presenza di tre nicchie nella parte sommitale ad una collocata al centro della parte superiore, al di sopra di una lunetta semicircolare.
Nella parte posteriore del fianco laterale destro si eleva un campanile a sezione quadrata, con la cella campanaria posta nella parte superiore che risulta aperta da due monofore ad arco tondo che si aprono sul lato della facciata e su quello dell'abside; la parte sommitale della torre campanaria culmina con una merlatura: nell'insieme, il campanile si caratterizza per la presenza di elementi stilistici di gusto neoromanico.
L'interno si presenta a navata unica con pareti intonacate, bipartita da un'ampia arcata semicircolare che precede il tratto della chiesa prossimo all'area presbiterale, ove è collocato l'altare principale dedicato a san Quirico; la parte posteriore è caratterizzata dalla presenza dell'abside. Lungo i lati della navata si trovano altri due altari, dedicati rispettivamente a sant'Antonio da Padova e alla Madonna del Rosario.